# Человек разумный старейший
Человек разумный старейший (лат. Homo sapiens idaltu) — один из древнейших представителей людей современного вида, обнаруженный в Херто формации Боури на территории Эфиопии. Idáltu на афарском языке означает «старый человек, старик». Приблизительный возраст находки — от 154 до 160 тыс. лет. Открытие было сделано в 1997 году группой палеонтологов из Калифорнийского университета под руководством Тима Уайта и опубликовано в 2003 году. Известно три человеческих черепа. Лучше всего сохранившийся череп взрослого мужчины (BOU-VP-16/1) имеет объём мозга 1450 см³.
Предполагается, что этот подвид, обладавший рядом архаичных краниологических признаков, мог быть непосредственным предком современного подвида Homo sapiens sapiens.